# Новотарманское муниципальное образование
Новотарманское муниципальное образование — сельское поселение в Тюменском районе Тюменской области Российской Федерации.
Административный центр — посёлок Новотарманский.

## История
Статус и границы сельского поселения установлены Законом Тюменской области от 5 ноября 2004 года № 263 «Об установлении границ муниципальных образований Тюменской области и наделении их статусом муниципального района, городского округа и сельского поселения».

## Население
| 2010  | 2011  | 2012  | 2013  | 2014  | 2015  | 2016  |
| ----- | ----- | ----- | ----- | ----- | ----- | ----- |
| 3809  | ↗3812 | ↗3846 | ↗3911 | ↗4029 | ↗4123 | ↗4152 |
| 2017  | 2018  | 2019  | 2020  | 2021  |       |       |
| ↘4138 | ↘4122 | ↗4193 | ↗4261 | ↘4058 |       |       |

## Состав сельского поселения
| № | Населённый пункт | Тип населённого пункта          | Население |
| - | ---------------- | ------------------------------- | --------- |
| 1 | Молчанова        | деревня                         | 285       |
| 2 | Новотарманский   | посёлок, административный центр | ↘3048     |
| 3 | Решетникова      | деревня                         | 332       |
| 4 | Туринский        | посёлок                         | 101       |